# Alex Teixeira
Alex Teixeira Santos (Duque de Caxias, 6 gennaio 1990) è un calciatore brasiliano, centrocampista o attaccante del Vasco da Gama.

## Caratteristiche tecniche
È un trequartista che può giocare anche da seconda punta. È veloce ed abile nel dribbling, facilitato dal fisico minuto. Dotato di una grande reattività, possiede un buon controllo di palla ed è abile nel gioco "di prima". Ha anche un buon tiro e sa ben muoversi fornendo svariati assist ai compagni.

## Carriera

### Club

#### Gli inizi, Shakhtar Donetsk
Cresciuto nelle giovanili del Vasco da Gama, viene aggregato alla prima squadra nel gennaio 2008.

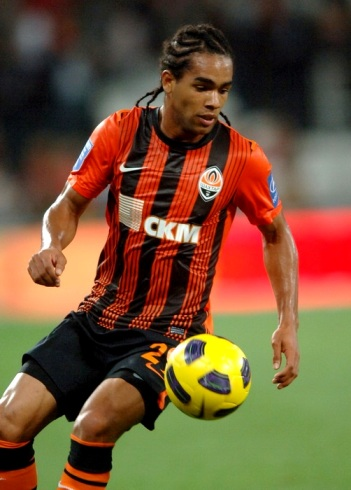
Alex Teixeira durante un'azione di gioco con la maglia dello Shakhtar nel 2011.

Il 21 dicembre 2009 lo Shakhtar annuncia l'acquisto dell'attaccante brasiliano per 6 milioni. Con la sua nuova squadra vince il Campionato ucraino 2009-2010, nel quale gioca solo 3 partite.
Nella stagione successiva vince con la sua squadra la Supercoppa d'Ucraina contro il Tavrija per 7-1, entrando nel secondo tempo al posto del connazionale Jádson. Segna il suo primo goal con la maglia dello Shakhtar il 3 ottobre 2010 contro i rivali della Dinamo Kiev, siglando il definitivo 2-0 al 90'. Esordisce invece in UEFA Champions League il 15 settembre 2010 nell'1-0 casalingo contro i serbi dell'Partizan entrando al posto di Jádson. Il 2 ottobre 2012 porta in vantaggio la sua squadra nel match di Champions League terminato 1-1 a Torino in casa della Juventus.
Il 20 luglio 2014, dopo aver disputato ad Annecy una partita amichevole con il Lione, assieme a Fred, Dentinho, Douglas Costa e Facundo Ferreyra, si è rifiutato di tornare in Ucraina a causa dell'aggravarsi del conflitto bellico tra l'esercito ucraino ed i separatisti filorussi.

#### Jiangsu Suning
Il 5 febbraio 2016 passa al Jiangsu Suning per 50 milioni di euro e firma un contratto quadriennale a quasi 10 milioni di euro a stagione.
Segna all'esordio una doppietta con la maglia dello Jiangsu il 5 marzo successivo, nella partita vinta per 3-0 in casa contro il Shandong Luneng.
Il 12 novembre 2020 vince il suo primo campionato cinese, segnando una rete nella finale vinta contro il Guangzhou E. per 2-1, dopo lo 0-0 della gara d'andata.
Tuttavia, a seguito della vittoria del titolo, il club viene sciolto e lui resta svincolato.

#### Beşiktaş
Il 10 agosto 2021 firma un contratto triennale con il Beşiktaş, approdando così in Süper Lig. Il 2 luglio 2022 rescinde il suo contratto con la squadra turca.

#### Doppio ritorno al Vasco da Gama
Il 12 luglio 2022 viene ingaggiato dal Vasco da Gama, facendo così ritorno nella squadra che lo aveva lanciato nel calcio professionistico dopo 12 anni. Il 12 gennaio 2023 firma un prolungamento del contratto fino a dicembre 2023. Il 21 dicembre 2023, il Vasco da Gama ha annunciato che Teixeira avrebbe lasciato il club alla scadenza del suo contratto. Rimasto senza squadra per oltre 7 mesi, il 15 luglio 2024 fa ritorno al Vasco da Gama, sottoscrivendo un accordo di un anno e mezzo, valido fino al 31 dicembre 2025.

### Nazionale
Teixeira conta svariate presenze nelle nazionali di calcio brasiliane giovanili. Ha giocato il Mondiale Under-20 disputatosi in Egitto nell'ottobre del 2009, sbagliando uno dei rigori nella finale persa contro il Ghana. In un'intervista si è dichiarato disponibile a vestire la maglia della nazionale ucraina nel caso venisse convocato.

## Statistiche

### Presenze e reti nei club
Statistiche aggiornate al 16 luglio 2024.
| Stagione              | Squadra               | Campionato            | Campionato | Campionato | Coppe nazionali | Coppe nazionali | Coppe nazionali | Coppe continentali | Coppe continentali | Coppe continentali | Altre coppe | Altre coppe | Altre coppe | Totale | Totale |
| Stagione              | Squadra               | Comp                  | Pres       | Reti       | Comp            | Pres            | Reti            | Comp               | Pres               | Reti               | Comp        | Pres        | Reti        | Pres   | Reti   |
| --------------------- | --------------------- | --------------------- | ---------- | ---------- | --------------- | --------------- | --------------- | ------------------ | ------------------ | ------------------ | ----------- | ----------- | ----------- | ------ | ------ |
| 2008                  | Vasco da Gama         | A/RJ+A                | 17+29      | 2+5        | CB              | 7               | 1               | CS                 | 2                  | 0                  | -           | -           | -           | 55     | 8      |
| 2009                  | Vasco da Gama         | A/RJ+B                | 12+22      | 3+5        | CB              | 3               | 0               | -                  | -                  | -                  | -           | -           | -           | 37     | 8      |
| gen.-giu. 2010        | Šachtar               | PL                    | 3          | 0          | KU              | 0               | 0               | UEL                | 0                  | 0                  | SU          | -           | -           | 3      | 0      |
| 2010-2011             | Šachtar               | PL                    | 26         | 5          | KU              | 4               | 1               | UCL                | 8                  | 0                  | SU          | 1           | 0           | 39     | 6      |
| 2011-2012             | Šachtar               | PL                    | 26         | 7          | KU              | 5               | 3               | UCL                | 5                  | 0                  | SU          | 1           | 0           | 37     | 10     |
| 2012-2013             | Šachtar               | PL                    | 27         | 10         | KU              | 5               | 4               | UCL                | 8                  | 2                  | SU          | 1           | 0           | 41     | 16     |
| 2013-2014             | Šachtar               | PL                    | 27         | 6          | KU              | 4               | 0               | UCL+UEL            | 6+2                | 3+0                | SU          | 1           | 0           | 40     | 9      |
| 2014-2015             | Šachtar               | PL                    | 22         | 17         | KU              | 7               | 2               | UCL                | 8                  | 3                  | SU          | 0           | 0           | 37     | 22     |
| 2015-gen. 2016        | Šachtar               | PL                    | 15         | 22         | KU              | 0               | 0               | UCL                | 10                 | 4                  | SU          | 1           | 0           | 26     | 26     |
| Totale Šachtar        | Totale Šachtar        | Totale Šachtar        | 146        | 67         |                 | 25              | 10              |                    | 47                 | 12                 |             | 5           | 0           | 223    | 89     |
| 2016                  | Jiangsu Suning        | CSL                   | 28         | 11         | CC              | 7               | 6               | ACL                | 6                  | 2                  | SC          | 1           | 0           | 42     | 19     |
| 2017                  | Jiangsu Suning        | CSL                   | 19         | 8          | CC              | 2               | 0               | ACL                | 7                  | 3                  | SC          | 1           | 0           | 29     | 11     |
| 2018                  | Jiangsu Suning        | CSL                   | 28         | 13         | CC              | 3               | 2               | -                  | -                  | -                  | -           | -           | -           | 31     | 15     |
| 2019                  | Jiangsu Suning        | CSL                   | 30         | 18         | CC              | 1               | 0               | -                  | -                  | -                  | -           | -           | -           | 31     | 18     |
| 2020                  | Jiangsu Suning        | CSL                   | 19         | 10         | CC              | 1               | 0               | -                  | -                  | -                  | -           | -           | -           | 20     | 10     |
| Totale Jiangsu Suning | Totale Jiangsu Suning | Totale Jiangsu Suning | 124        | 60         |                 | 14              | 8               |                    | 13                 | 5                  |             | 2           | 0           | 153    | 73     |
| 2021-2022             | Beşiktaş              | SL                    | 24         | 4          | TK              | 3               | 0               | UCL                | 3                  | 0                  | ST          | 1           | 0           | 31     | 4      |
| 2022                  | Vasco da Gama         | B                     | 15         | 2          | CB              | 0               | 0               | -                  | -                  | -                  | -           | -           | -           | 15     | 2      |
| 2023                  | Vasco da Gama         | A/RJ+A                | 11+22      | 3+1        | CB              | 2               | 0               | -                  | -                  | -                  | -           | -           | -           | 35     | 4      |
| lug.-dic. 2024        | Vasco da Gama         | A/RJ+A                | 0+7        | 0+1        | CB              | 2               | 0               | -                  | -                  | -                  | -           | -           | -           | 9      | 1      |
| 2025                  | Vasco da Gama         | A/RJ+A                | 4+0        | 0+0        | CB              | 1               | 0               | CS                 | 0                  | 0                  | -           | -           | -           | 5      | 0      |
| Totale Vasco de Gama  | Totale Vasco de Gama  | Totale Vasco de Gama  | 44+80      | 8+14       |                 | 15              | 1               |                    | 2                  | 0                  |             | -           | -           | 156    | 23     |
| Totale carriera       | Totale carriera       | Totale carriera       | 433        | 153        |                 | 57              | 19              |                    | 65                 | 17                 |             | 8           | 0           | 563    | 189    |

## Palmarès

### Club

#### Competizioni nazionali
- Campeonato Brasileiro Série B: 1

Vasco da Gama: 2009
- Campionato ucraino: 5

Šachtar: 2009-2010, 2010-2011, 2011-2012, 2012-2013, 2013-2014
- Coppa d'Ucraina: 3

Šachtar: 2010-2011, 2011-2012, 2012-2013
- Supercoppa d'Ucraina: 5

Šachtar: 2010, 2012, 2013, 2014, 2015
- Campionato cinese: 1

Jiangsu Suning: 2020
- Supercoppa di Turchia: 1

Besiktas: 2021

### Individuale
- Pallone d'argento del Mondiale Under-20: 1

Egitto 2009
- Capocannoniere della Prem"jer-liha: 2

2014-2015 (17 reti, a pari merito con Eric Bicfalvi), 2015-2016 (22 reti)
- Miglior giocatore del Campionato ucraino ("Komanda"): 1

2015